# Onkológia
Az onkológia az orvostudománynak a rákos daganatokkal foglalkozó ága. Olyan szakterülete az orvostudománynak, amely a rákos betegek kemoterápiás, illetve radioterápiás kezelésével foglalkozik. Az onkológiával foglalkozó szakorvos az onkológus.

## Elnevezésének eredete
Hippokratész több rákfajta leírását is elkészítette. A jóindulatú tumorokat onkosznak nevezte, ami duzzanatot jelent görögül, míg a rosszindulatú tumorokat karcinosznak hívta, ami a rák görög elnevezése.  Galénosz az „onkosz” kifejezéssel írta le általában a tumorokat. Innen ered a mai onkológia elnevezés.